# Rafał Ćwikła
Rafał Ćwikła (ur. 13 lipca 1989 w Rzeszowie) – polski hokeista.

## Kariera
- Streatham Royals (2005-2006)
- Almtuna IS J18 (2006-2007)
- Almtuna IS J20 (2007-2009)
- Ciarko KH Sanok (2009)
- Tierps HK (2009-2011)
- Gimo IF (2011)
- MMKS Podhale Nowy Targ (2011-2013)
- Ciarko PBS Bank KH Sanok / STS Sanok (2013-2016)
- GKS Katowice (2016)
- Nesta Toruń (2016-2017)
- Ciarko KH 58 Sanok (2017-2019)
- SK Iron (2020/2021)

Wychowanek i do 2001 zawodnik Sanockiego Klubu Hokejowego. Od 2001 do 2005 grał w zespołach juniorskich Podhala Nowy Targ. Z drużyną juniorską tego klubu cztery razy zdobył tytuł mistrza Polski. Przez kilka lat rozwijał karierę w Szwecji, w tym w rozgrywkach juniorskich oraz lidze Division 1. Po powrocie do Polski przez dwa sezony grał w Nowym Targu. Od sierpnia 2013 ponownie zawodnik klubu z Sanoka. W trakcie sezonu Polskiej Hokej Ligi 2013/2014 w drugim meczu o złoty medal mistrzostw Polski 25 marca 2014 przeciwko GKS Tychy zdobył gola wyrównującego oraz zwycięski najazd w serii rzutów karnych. Od lipca 2016 zawodnik GKS Katowice. Wkrótce potem, w okresie przygotowawczym do sezonu jego kontrakt został rozwiązany, po czym w sierpniu 2016 Ćwikła został zawodnikiem Nesty Toruń. Pod koniec lipca 2017 został zawodnikiem reaktywowanego sanockiego zespołu, zgłoszonego do sezonu 2. ligi słowackiej 2017/2018.

## Sukcesy
Klubowe
- Brązowy medal mistrzostw Polski żaków: 2001 z SKH Sanok[8][9]
- Złoty medal mistrzostw Polski: 2014 z Ciarko PBS Bank KH Sanok
- Finał Pucharu Polski: 2014 z Ciarko PBS Bank KH Sanok

Wyróżnienia
- Odkrycie sezonu wśród seniorów w plebiscycie „Hokejowe Orły”: 2014[10]